# Kai Ketjil
Kai Ketjil (Kei Kecil, Klein of Laag Kei; in de lokale taal Ewavs: Nuhu Roa) is een eiland in de Kei-eilanden in de Molukken, Indonesië. De eilandjes om dit eiland zijn ontstaan door koraalvorming. Vergeleken met Kai Besar is dit eiland erg vlak, behalve bij de dorpen Namar (Kelmanutgebergte) en Masbait (Gelanitgebergte), die zich aanmerkelijk boven hun omgeving verheffen.
In vroegere tijden werd Kei Kecil verdeeld in drie districten: Dullah, Tual en Danar.
Op dit eiland zetelt de hoofdstad van de Kei-eilanden: Tual.
Het dorp Langgur wordt beschouwd als een tweede belangrijke 'stad'.
Volgens oude bronnen hebben de Portugezen de naam Kei aan deze archipel gegeven, vanwege haar steenachtige bodem (kayos betekent steen, rots, klip of rif).
De oorspronkelijke bewoners spreken zelf van 'ewav', hetgeen 'hout' (e of ai) en 'varken' (wav) land betekent.
In Nederland woont een honderdtal gezinnen die afkomstig zijn van Kei Kecil; die zijn overwegend katholiek.